# Juan García de Carvajal
Juan García de Carvajal (Jerez de los Caballeros, Badajoz, 1527-1595) fue un explorador español.

## Biografía
Aunque en la historiografía neogranadina y venezolana se le conoce a este personaje como García de Carvajal, su verdadero nombre era Juan García de Carvajal. Había nacido en Jerez de los Caballeros (Badajoz) sobre 1527 y era hijo de Alonso Cortés. Siendo muy joven se enroló en la expedición del Adelantado Alvar Núñez Cabeza de Vaca para la conquista y pacificación de los territorios que hoy conforman Paraguay.
En los territorios paraguayos, Alvar y sus hombres exploran el curso del río Paraguay y consiguen algunos resultados positivos al someter a varias tribus indígenas; descubren también las Cataratas del Iguazú, pero la intransigencia disciplinaria, o el enfoque colonizador de Alvar Núñez, lo hará enfrentarse con los colonos españoles que ya se habían establecido en el territorio. Pero su subalterno Domingo Martínez de Irala, conspiraba contra él, porque Alvar, en vez de dedicarse a perder el tiempo buscando tesoros doradistas, sus loables esfuerzos los orientaba a estudiar las posibilidades colonizadoras y productoras del territorio. 
Al fin vence la equivocada codicia materialista de aquellos hombres de Martínez de Irala, y cuando en 1544, Alvar es derrocado por la insurrección de sus compañeros, el joven García de Carvajal, que entonces no entendía de egoísmos crematísticos, ni de zancadillas hegemónicas por la ambición de poder, acompañado de sus amigos Benítez y Zarza, marcharon al norte de Brasil buscando nuevos rumbos aventureros.

## Explorador de causas nobles
Desde los territorios brasileños, durante 1545 llegaba a la isla de Margarita puesto que en 1546 se incorporaba a los 60 hombres de Francisco Ruiz para emprender el trazado del camino ganadero que enlazaría las costas caribeñas de Cumaná con la andina ciudad de Tunja. Después de dos años de atravesar llanos, selvas y montañas, y pasar un sinfín de penalidades durante el trazado del largo camino ganadero, al final coronaban exitosamente la materialización de aquella vía.
Terminada la misión encomendada por la Real Audiencia de Santo Domingo, Francisco Ruiz se quedaba en los territorios neogranadinos con la mayoría de los hombres que le acompañaron en el proyecto vial. El capitán Ruiz y varios de sus soldados conformaron un activo grupo que colaboraría en la conquista y pacificación de los indios cuicas y fundaron Escuque.

## Diligencias represivas
En 1559 regresaba a los territorios por donde había pasado durante el trazado del camino ganadero. En esta ocasión, lo hacía con Juan Maldonado para prender a Juan Rodríguez Suárez, el fundador de Mérida. Una vez que se produce la detención, Maldonado cambia de sitio la ciudad y le da el nombre de Santiago de los Caballeros. 
En 1561, García de Carvajal formaba parte de la expedición que salía de Mérida para detener la amenaza del tirano  Lope de Aguirre, que desde que había llegado a territorio venezolano desde el Perú se dedicaba a cometer abusos y a eliminar los que no se prestaban a sus caprichosas decisiones, y ahora atrincherado en Barquisimeto, pretendía llegar por tierra al Perú procediendo alocada y criminalmente. El fácil vencimiento de Aguirre los libraba de aquella horrenda pesadilla.

## Regidor y encomendero
En el reparto de encomiendas que hizo el presidente de la Real Audiencia de Santa Fe, en 1565, a García de Carvajal le correspondió una que comprendía unos 140 bohíos con todos los indígenas y caciques, y en 1589 le adjudicaban una hacienda ganadera. En la nueva ciudad de Mérida, García de Carvajal, repartía el tiempo atendiendo sus encomiendas de labranzas y a la colaboración de impartir justicia. En 1565 es nombrado teniente de corregidor y justicia mayor de la nueva ciudad merideña.
Para aquellos conquistadores, que la mayoría procedían de familias pobres, una vez que se sedentarizaban en alguna zona, la codicia de poseer grandes extensiones de terreno era lo más sobresaliente de su vida para emular a los grandes terratenientes de su lugares de procedencia, y García de Carvajal tenía estas apetencias, ya que sostuvo un pleito con su antiguo capitán Francisco Ruiz, por la posesión de una hacienda. Pleito que terminó felizmente en 1578 cuando, de común acuerdo, deciden repartirse la tierra.

## Asuntos familiares
En los Protocolos notariales de la Mérida andina, García de Carvajal, aparece reseñado en varias ocasiones dando poderes y en algunas diligencias de compra-venta de fincas, terrenos y solares. García de Carvajal moría antes del 31 de mayo de 1595, puesto que en esa fecha, el nombre de su viuda aparece en una diligencia notarial haciendo un pago en nombre de su hijo. 
Se había casado en Tunja con María Elvira Mejías y tuvieron los siguientes hijos: Juan de Carvajal Mejías, Diego García de Carvajal y Ana Carvajal. Además tuvo dos hijos naturales, uno llamado Juan de Carvajal y una hija que se llamaba María de Carvajal. La esposa de Hernando Cerrada Marín y la de García de Carvajal, eran hermanas.
García de Carvajal daba su nombre al primer puerto que existió en el Lago de Maracaibo. A este puerto se le conocía con el nombre de “Puerto de Carvajal”. 